# Ranitha Gnanarajah

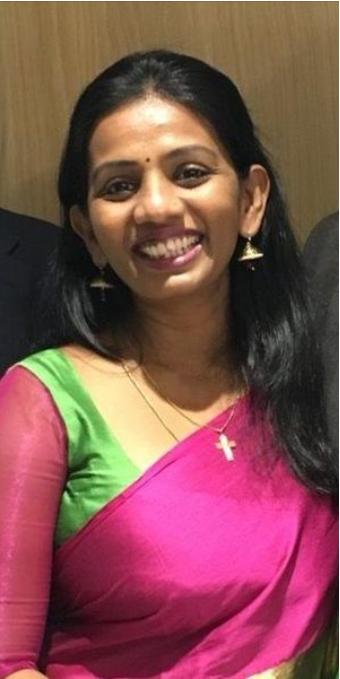
Ranitha Gnanarajah (2021)

Ranitha Gnanarajah ist eine Menschenrechtsaktivistin und Rechtsanwältin aus Sri Lanka. Sie wurde für ihren Einsatz für die Menschenrechte und insbesondere für marginalisierte Gruppen in ihrem Land 2021 mit dem International Women of Courage Award ausgezeichnet. Sie leitet die Rechtsabteilung des Centre for Human Rights and Development (CHRD).

## Werdegang
Ranitha Gnanarajah wurde im Distrikt Mannar geboren und wuchs dort auch auf. Dieser Bezirk gehörte zwischen 1983 und 2009 zu den vom Bürgerkrieg in Sri Lanka betroffenen Gebieten. Entsprechend wurde Ranitha Gnanarajah Zeugin von zum Teil drastischen Menschenrechtsverletzungen. Sie interessierte sich als junge Frau für Geographie und wollte in diesem Bereich Lehrerin werden. Unter dem Einfluss ihrer Familie nahm sie jedoch nach der Schule ein Jurastudium in Colombo auf und spezialisierte sich dabei auf die Unterstützung marginalisierter Gruppen. Besonders wichtig für diese Entscheidung war dabei das Vorbild ihres Großvaters, der als Präsident eines Bürgerkomitees in Mannar vielen Familien geholfen hatte, die unter Menschenrechtsverletzungen wie ungerechtfertigten Verhaftungen und Folter gelitten hatten. In Mannar besuchte Ranitha Gnanarjah das St. Xavier’s Girls’ National College, ihr Jurastudium absolvierte sie an der Colombo University. 2006 begann Ranitha Gnanarajah ihre berufliche Laufbahn als Rechtsanwältin bei der Organisation Home for Human Rights (HHR). 2021 leitete sie die Rechtsabteilung des Centre for Human Rights and Development (CHRD).

## Engagement
Im Rahmen ihres Aktivismus berät Ranitha Gnanarajah unter anderem die Familien von vermutlich aus politischen Gründen Entführten, Überlebende von geschlechtsspezifischer Gewalt und Angehörige religiöser und ethnischer Minderheiten. Sie erteilt Inhaftierten kostenlose Rechtsberatung, die aufgrund des Prevention of Terrorism Act (dt. Terrorverhinderungsverordnung) ohne Anklage im Gefängnis sind. Auch Opfer von besonders schweren Fällen geschlechtsspezifischer Gewalt vertritt sie kostenlos vor Gericht. Darüber hinaus engagiert sie sich für Basisorganisationen, die die Gleichberechtigung von Frauen, insbesondere in Hinblick auf das Recht auf Landbesitz und Eigentum vorantreiben und sich gegen geschlechtsspezifische Gewalt starkmachen. Sie hat bei Untersuchungen zum Thema häusliche Gewalt Defizite in der Polizeiarbeit aufgedeckt, die dazu führten, dass Frauen nicht ausreichend Schutz vor Gewalt und Missbrauch bekamen. Für diese Arbeit überreichte ihr im März 2021 Jill Biden den International Women of Courage Award. Antony Blinken hob im Rahmen der Preisverleihung vor allem ihre pro bono Arbeit mit muslimischen und tamilischen Gruppen hervor.